# ناريندرا مان سينغ
ناريندرا مان سينغ هو لاعب كرة قدم نيبالي، ولد في 1958 في كاتماندو في نيبال، وتوفي في 2009.